# Subarmalis

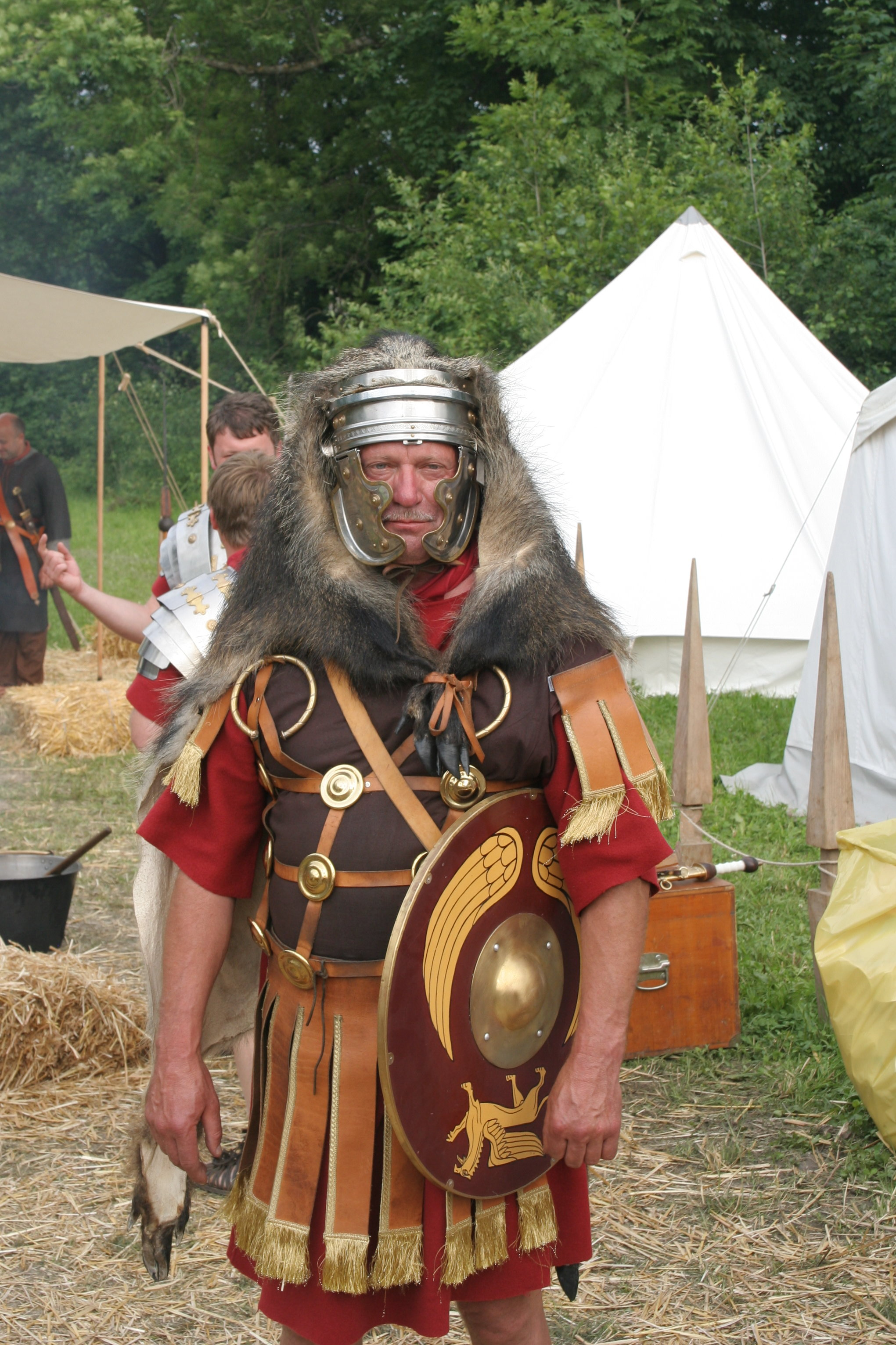
Rekonstruktion einer Subarmalis

Das Subarmalis war ein römisches Panzerunterkleid.

## Name
Subarmalis ist eine Wortzusammensetzung, aus den beiden lateinischen Wörtern sub und Armus = (Unter-)Arm. Die wortwörtliche Übersetzung wäre also „unter dem Arm zurückgeschlagene Kleidung“.

## Beschreibung und Verwendung
Das Subarmalis war ein aus Leder und Leinen vernähtes, kurzärmeliges Hemd. Es wurde unter der Lorica getragen und entsprach dem mittelalterlichen Gambeson. Das Subarmalis schützte den Träger vor dem Scheuern der Rüstung. Es war wattiert, u. a. bei den Schultern, was das Gewicht ertragbarer machte, das durch die Rüstung und das mit einem Stock daraufgelegte Marschgepäck, zustande kam. Außerdem hatte es auch eine Schutzfunktion, da die Rüstung zwar Hiebe und Schläge abhielt, aber ihre Wucht nicht dämpfte. Der Historiker Justasian schreibt:

„(Der Panzer) soll nicht direkt auf normaler Kleidung getragen werden, wie es manche machen, um das Gewicht des Panzers zu senken, sondern auf einem Gewand, das eine Dicke von nicht weniger als einem Finger hat“

Die Polsterung muss also mindestens 1 cm betragen haben.
In der Freizeit der Legionäre wurde das Subarmalis auch gern ohne Panzer getragen. Eine ähnliche Weste mit gleichem Nutzen hieß „peristaethidion“ (=Brustumgeber).

## Geschichte
Zu Beginn der römischen Kaiserzeit trat das Problem auf, dass anstatt der alten Lederrüstungen von der Mehrheit der römischen Legionäre die Lorica segmentata und die Lorica hamata  getragen wurden. Es kam daher um 25 v. Chr. zu einer Heeresreform, mit der die Subarmalis eingeführt wurde, die seitdem getragen werden musste.
Justasian der I., ein römischer Autor, schrieb das Buch „Peri Strategias“, in dem die richtige Ausstattung eines Legionärs beschrieben wird. Unter anderem kommt hierin auch das Subarmalis vor.